# I Could Never Be Your Woman
I Could Never Be Your Woman (br: Nunca é Tarde para Amar / pt: Nem Contigo... Nem Sem Ti!), é um filme de comédia romântica estadunidense de 2007 dirigido e escrito por Amy Heckerling e estrelado por Michelle Pfeiffer e Paul Rudd. O filme foi lançado em 11 de maio na Espanha, 19 de julho em Portugal, 18 de julho na Bélgica, 20 de setembro na Grécia, 21 de setembro no Brasil e 19 de outubro em Taiwan. O filme não foi lançado nos cinemas nos Estados Unidos, mas diretamente em DVD em 12 de fevereiro de 2008. E foi enviado diretamente para DVD na Itália (6 de fevereiro), no Reino Unido (14 de julho), Finlândia (6 de agosto), Austrália, Islândia (ambos em 27 de agosto) e Alemanha (11 de dezembro). Também foi direto para DVD em 1 de fevereiro de 2011, na França.
Teve um orçamento de 24 milhões de dólares, e foi filmado a partir de agosto de 2005

## Sinopse
Rosie é uma mulher que espera da vida o que de melhor a mesma tem a oferecer e engata um romance com um homem muito mais novo que ela.
Mesmo tendo que lidar com os conflitos adolescentes de sua filha Izzie em busca de seu primeiro amor juvenil e os dilemas e perseguições vindos de seu serviço, ela não perderá a disposição para viver um conto-de-fadas ao lado de seu mais jovem amor, mostrando assim, o papel da mulher moderna nos dias de hoje e principalmente: de sua vontade e determinação para sonhar e viver.

## Elenco
- Michelle Pfeiffer como Rosie Hanson
- Paul Rudd como Adam Pearl
- Saoirse Ronan como Izzie Mensforth
- Tracey Ullman como Mother Nature
- Jon Lovitz como Nathan Mensforth
- Sarah Alexander como Jeannie
- Fred Willard como Marty Watkin
- Stacey Dash como Brianna Minx
- Yasmin Paige como Melanie
- O. T. Fagbenle como Sean
- Twink Caplan como Sissy
- Henry Winkler como ele mesmo
- Rory Copus como Dylan

Uma série de atores de comédia britânicos têm papéis no filme, incluindo David Mitchell, Mackenzie Crook, Steve Pemberton, Olivia Colman, Phil Cornwell e Sarah Alexander, bem como atores de comédia irlandeses Graham Norton e Ed Byrne.

## Produção
A inspiração de Heckerling para I Could Never Be Your Woman veio de sua própria vida pessoal como uma mãe solteira criando uma filha durante a realização do programa de TV Clueless. De acordo com Missy Schwartz num artigo sobre o filme no Entertainment Weekly, "Todos os dias, ela se sentia cada vez mais ambivalente sobre trabalhar em uma indústria que promove padrões irrealistas de beleza para as jovens e mulheres com mais de 40 considera-se feras pré-históricas".
Heckerling enviou seu roteiro de Woman para a Paramount Pictures, mas o estúdio estava nervoso em apoiar um filme sobre uma protagonista mais velha. O roteiro acabou indo para as mãos do produtor independente Phillipe Martinez da Bauer Martinez Entertainment, e o filme foi escolhido com um orçamento de US$25 milhões.
A filmagem principal começou em agosto de 2005 e terminou no final do ano. Apesar de muitas cenas terem sido filmadas na Califórnia, outras foram gravadas em Londres na Inglaterra para aproveitar incentivos fiscais. A fim de reduzir os custos de produção ainda mais, Martinez sugeriu a Michelle Pfieffer recebesse um salário reduzido ($1 milhão, mais 15% da receita bruta).
A personagem de Michelle Pfeiffer tem 40 anos, mas a atriz tinha 47 durante as filmagens. Já o ator Paul Rudd tinha 36 e seu personagem 29. 

## Música
I Could Never Be Your Woman é um verso da música "Your Woman" do grupo White Town. Esta canção foi usada em uma cena do filme.

## Lançamento
Bauer Martinez assinou um contrato com Metro-Goldwyn-Mayer para distribuir o filme nos cinemas, e The Weinstein Company para DVD e distribuição de TV sem pagamento de direitos. MGM, no entanto, desistiu ao saber sobre a participação da Pfieffer na receita do filme. Depois de Bauer Martinez não conseguiu encontrar um distribuidor teatral, acabou indo direto para o vídeo.

## Recepção
Site agregação comentário Rotten Tomatoes dá ao filme uma pontuação de 64% com base em comentários de 11, com uma classificação média de 5.7/10. 